# Bommandahalli, Bangarapet
Bommandahalli là một làng thuộc tehsil Bangarapet, huyện Kolar, bang Karnataka, Ấn Độ.